# قلعة بمبور
قلعة بمبور هي قلعة تاريخية تعود إلى عصر ساسانيون، وتقع في بمبور.